# Simon Bonde
Simon Bonde en dansk forfatter og instruktør. Han instruerer reklamefilm og har sammen med sin faste makker Michael Spooner stået bag TV-serierne P.I.S. - Politiets Indsats Styrke og Manden med de gyldne ører. Simon er også kendt som den ene halvdel af Gramsespektrum. 

## Filmografi
- P.I.S. – Politiets indsatsstyrke (2000) - manus, Flemming/Janus Anders Thomsen, klip, casting
- Manden med de gyldne ører (2009) - instruktion, manuskript
- A-klassen (2012) - Manuskonsulent
- Aggressiv Amager (2013) - instruktion
- Min kamp (2021) - medvirkende